# 아다치역
아다치역(일본어: 安達駅)은 일본 후쿠시마현 니혼마쓰시에 있는 동일본 여객철도 도호쿠 본선의 역이다. 섬식 승강장 1면 2선의 구조를 지닌 지상역이다.

## 타는 곳
| 1 | ■ 도호쿠 본선 | (하행) | 후쿠시마 · 시로이시 방면 |
| 2 | ■ 도호쿠 본선 | (상행) | 고리야마 · 구로이소 방면 |

## 이용 현황
| 연도   | 하루 평균 승차 인원 |
| 2000년 | 835                 |
| 2001년 | 816                 |
| 2002년 | 807                 |
| 2003년 | 784                 |
| 2004년 | 758                 |
| 2005년 | 725                 |
| 2006년 | 748                 |
| 2007년 | 755                 |
| 2008년 | 793                 |
| 2009년 | 799                 |
| 2010년 | 786                 |
| ------ | ------------------- |

## 역 주변
- 아다치 정 상공회관
- 니혼마쓰 시청 아다치 지소
- TSUTAYA 니혼마쓰 점
- 국도 제4호선

## 인접 정차역
| 도호쿠 본선            | 도호쿠 본선   | 도호쿠 본선            |
| ---------------------- | ------------- | ---------------------- |
| 니혼마쓰 구로이소 방면 | ■ 도호쿠 본선 | 마쓰카와 후쿠시마 방면 |